# Rozier-en-Donzy
 Rozier-en-Donzy  es una población y comuna francesa, situada en la región de Ródano-Alpes, departamento de Loira, en el distrito de Montbrison y cantón de Feurs.

## Demografía
| 1328 | 1303 | 1165 | 1172 | 1146 | 1268 |
| Para los censos de 1962 a 1999 la población legal corresponde a la población sin duplicidades (Fuente: INSEE [Consultar]) |      |      |      |      |      |